# Jardim da Fundação Calouste Gulbenkian

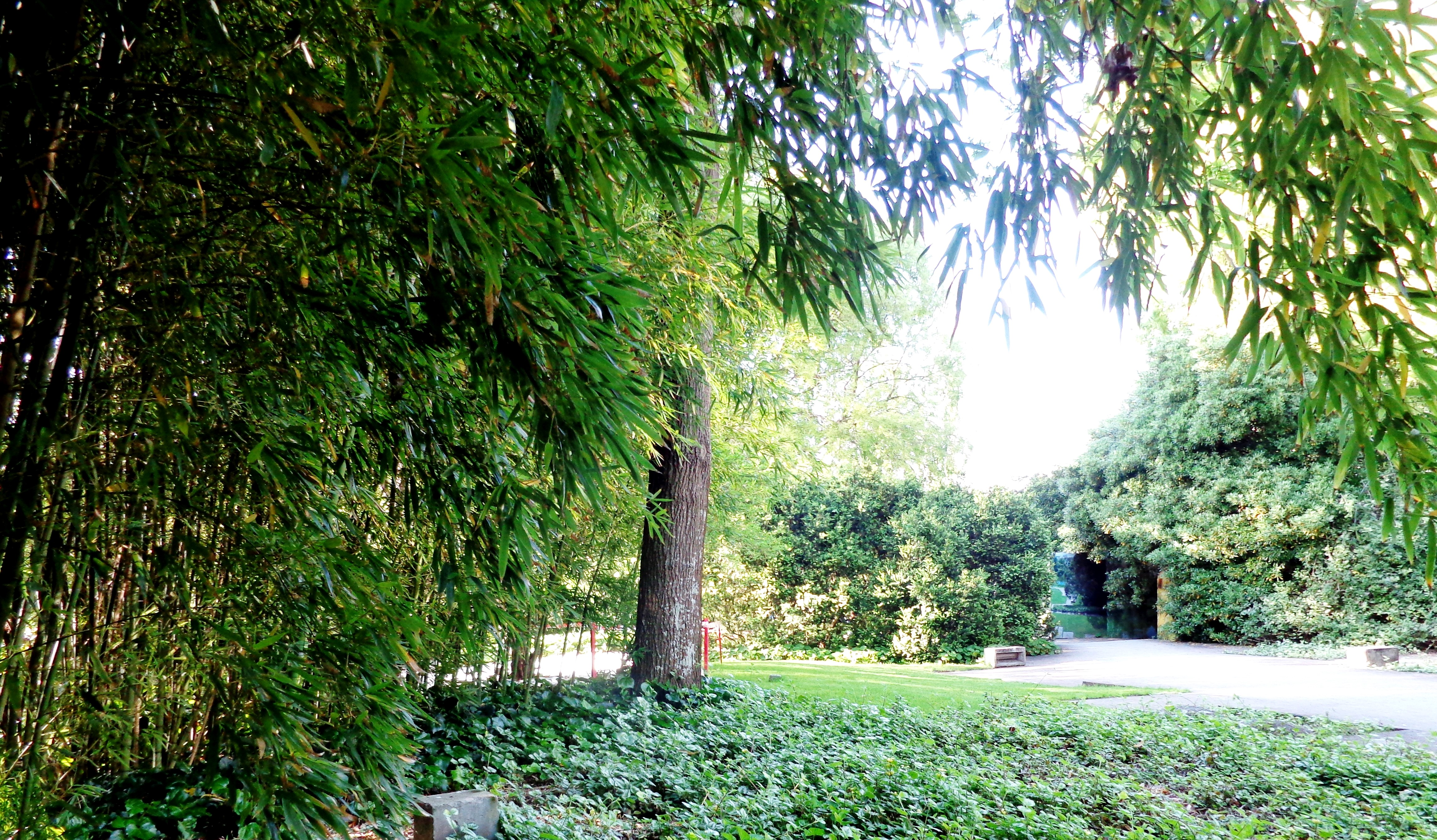
Interior do jardim

O Jardim da Fundação Calouste Gulbenkian ou simplesmente Jardim Gulbenkian e anteriormente designado por Parque de Santa Gertrudes é um jardim português situado em Lisboa.
Atualmente, e após a ampliação de 2022, o terreno tem 8,26 hectares, dos quais 6,7 hectares correspondem à área de jardim. Situa-se na Avenida de Berna, perto da Praça Espanha, nas imediações da Fundação Calouste Gulbenkian.
O jardim foi desenhado por António Viana Barreto em 1957, tendo tido a colaboração de Gonçalo Ribeiro Teles nos anos sessenta. É um espaço verde com diversos tipos de animais e com uma flora diversificada, tendo um lago, riachos, terraços ajardinados, trilhos por entre arvoredos e até um anfiteatro ao ar livre onde nas noites mais quentes se podem ver concertos e espectáculos.
Em 2010 o edifício-sede e o parque da Fundação Calouste Gulbenkian foram classificados como Monumento Nacional.

## Ampliação em 2022
Em 2022 o jardim está a ser ampliado. Com a aquisição dos terrenos a sul que pertenciam à viúva de Vasco Eugénio de Almeida, a fundação lançou o concurso para propostas de reformulação do jardim. O objetivo é aumentar a área verde de Lisboa e a sua diversidade. O júri recebeu seis propostas. A proposta vencedora foi a de Vladimir Djurovi um arquiteto paisagístico libanês de ascendência montenegrina. O foco da proposta é inserir no jardim apenas espécies unicamente da zona de Lisboa e ao mesmo tempo criar uma área de biodiversidade. O vencedor do concurso descreveu o futuro espaço como sendo "uma pequena floresta". No entanto, devido ao tamanho do jardim, irão ser criados patamares para aparentar ser um espaço maior e, dessa forma, haver mais para descobrir.
Vladimir Djurovic, de 55 anos, licenciou-se em Horticultura pela Universidade de Reading, em Inglaterra, tendo depois realizado um mestrado em Arquitetura Paisagista na Escola de Design Ambiental da Universidade da Geórgia, nos Estados Unidos. Ao longo dos anos, tem realizado vários projetos internacionais associados à natureza e pretende preparar um caminho para aumento e reintrodução das áreas naturais.

## Galeria de fotos

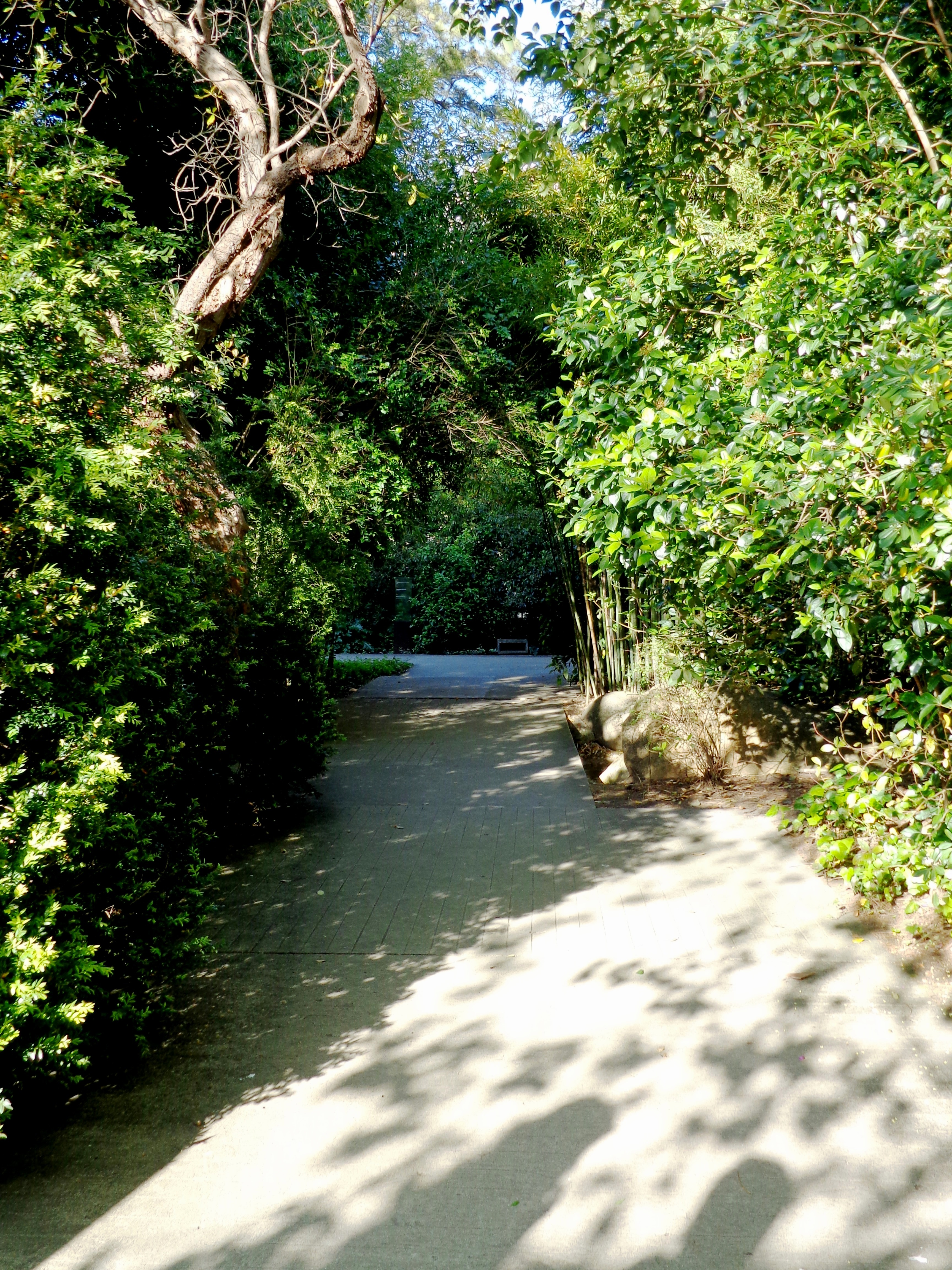
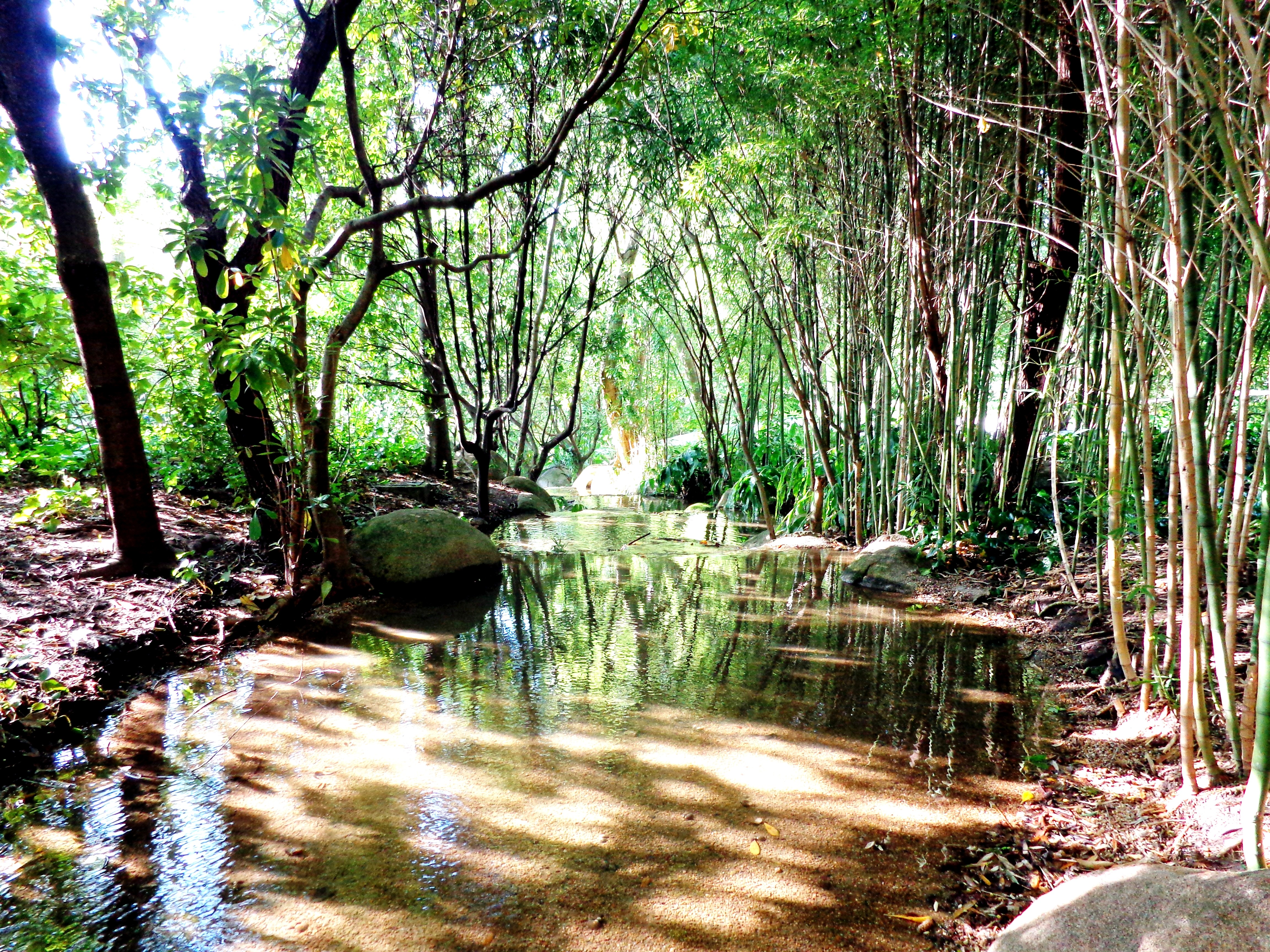
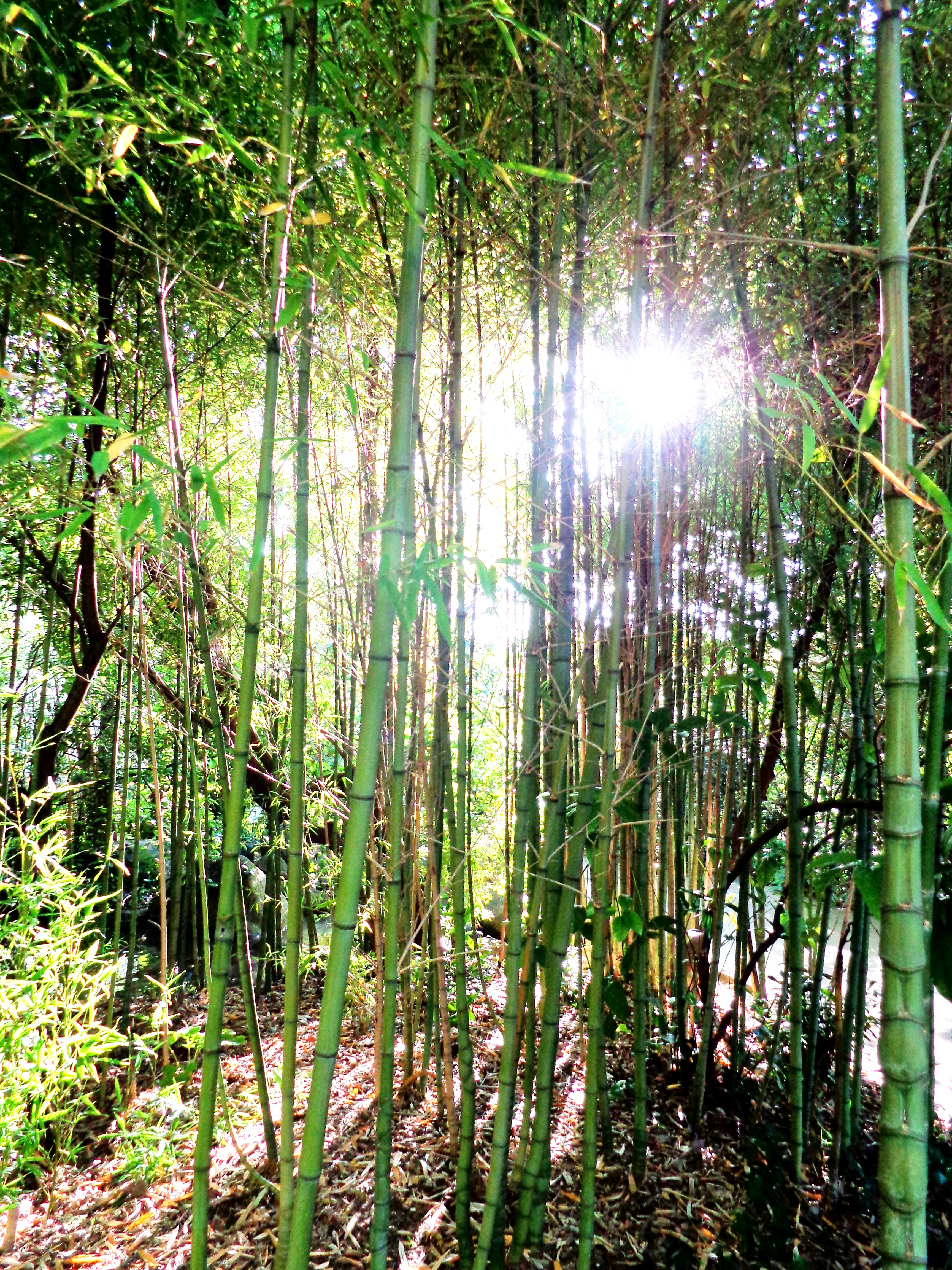
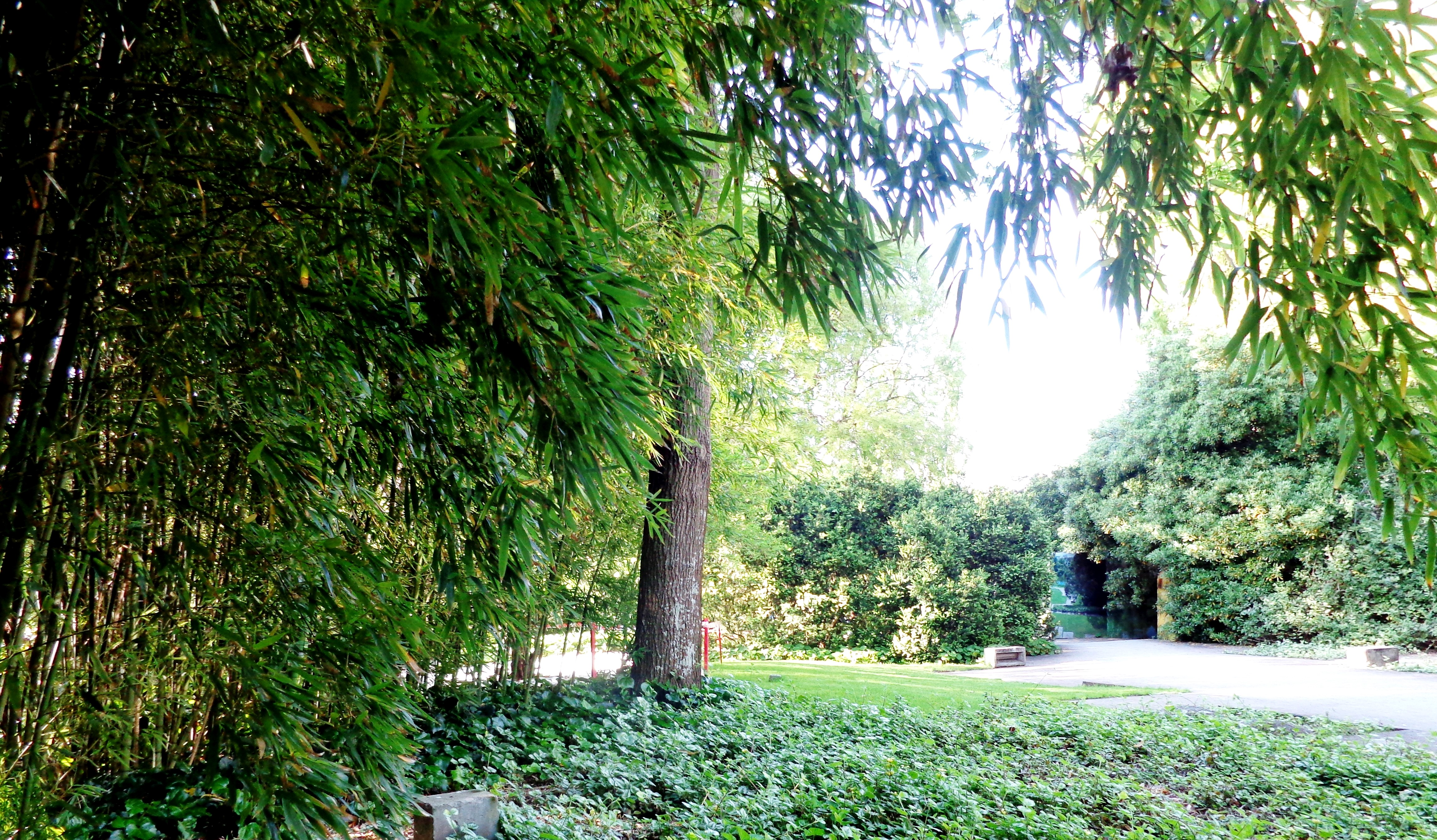
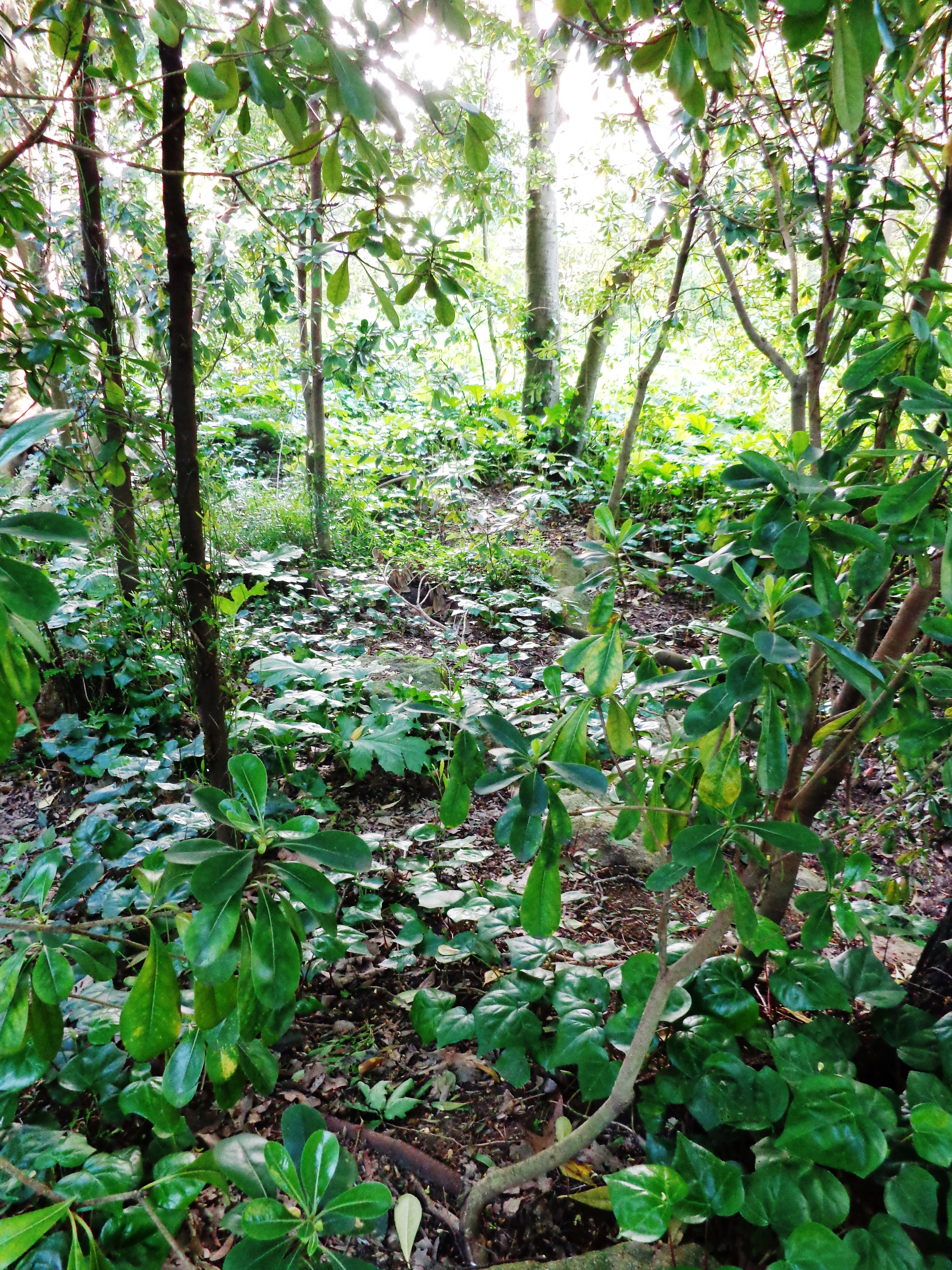
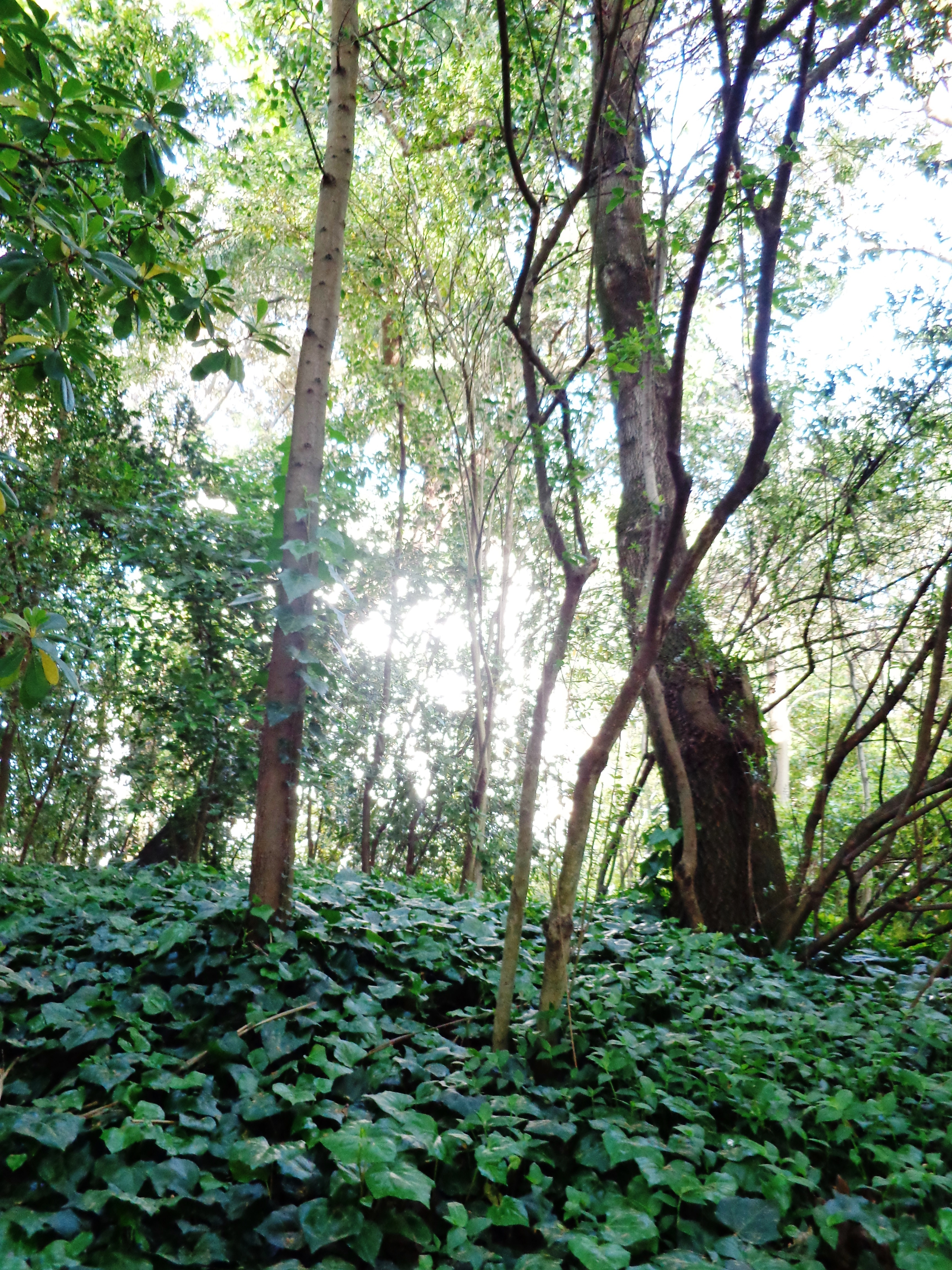
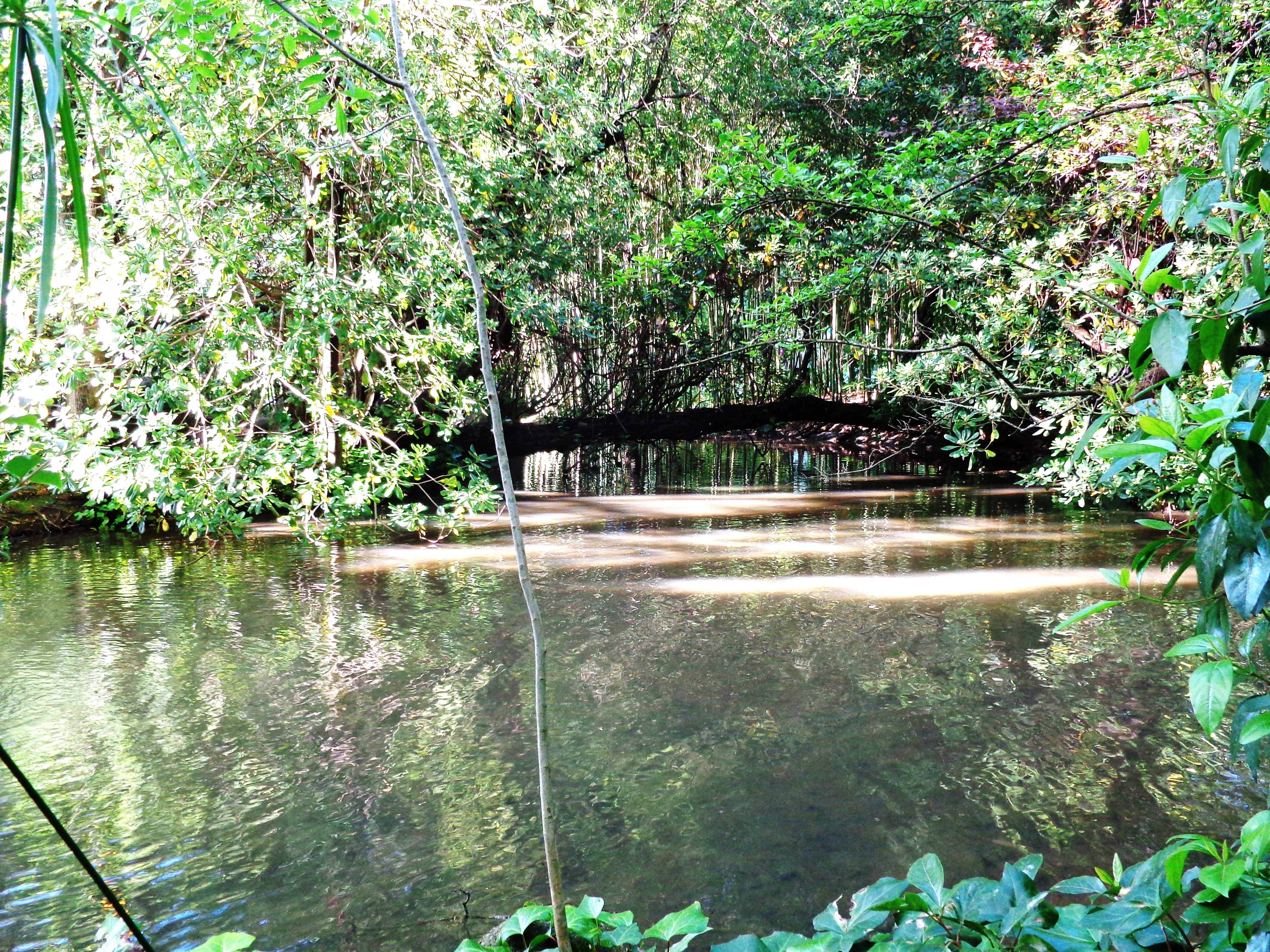
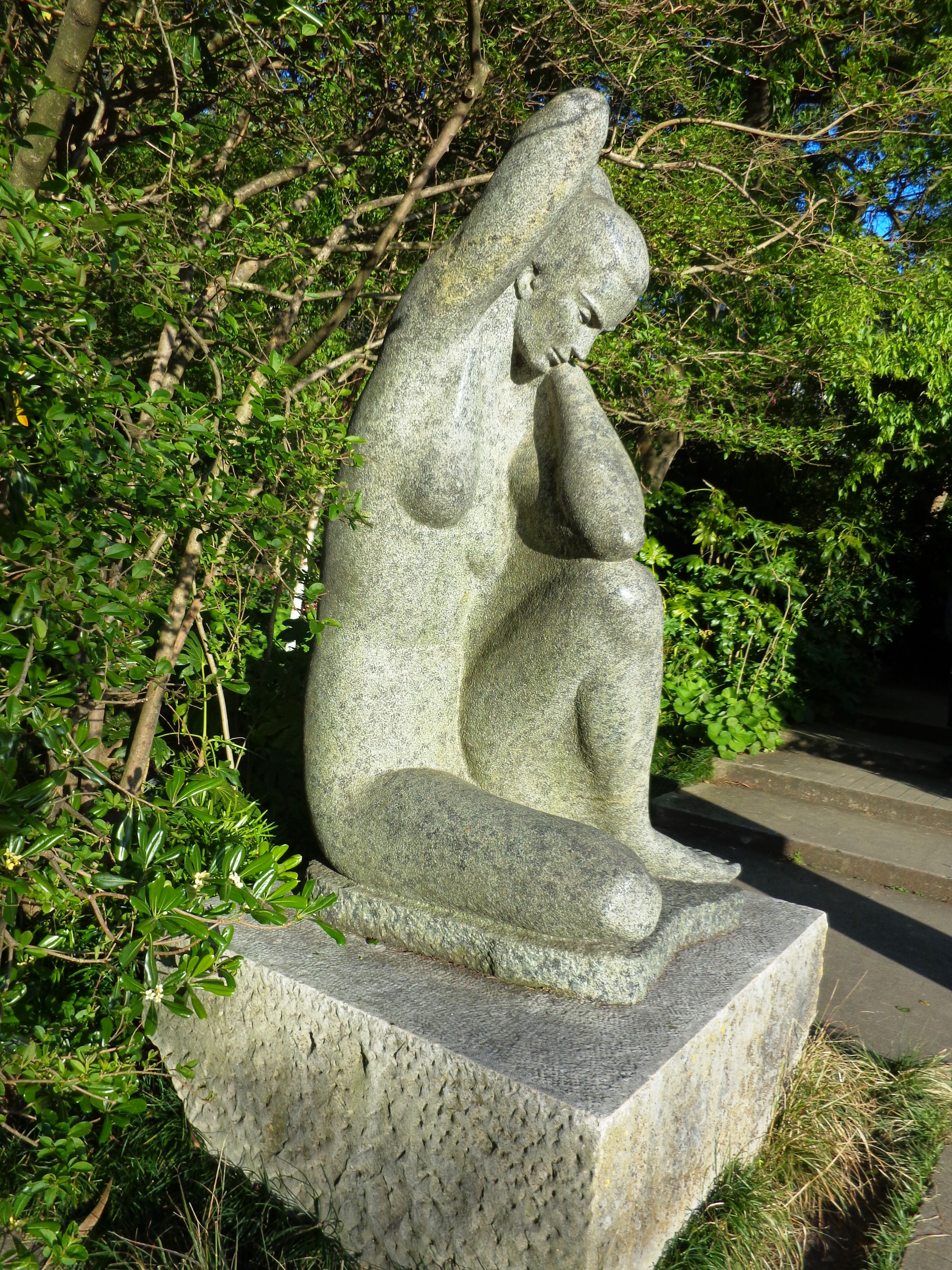
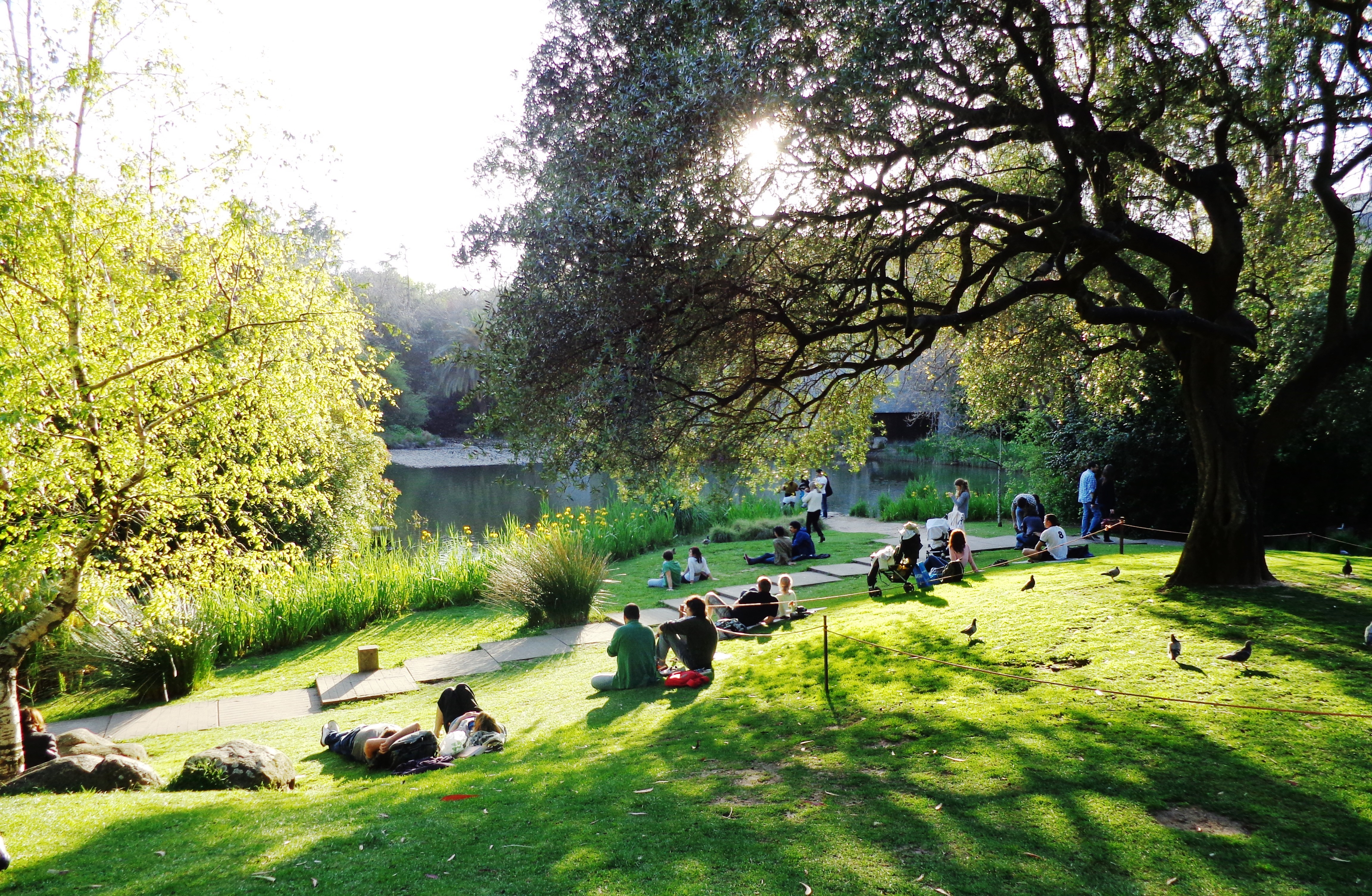
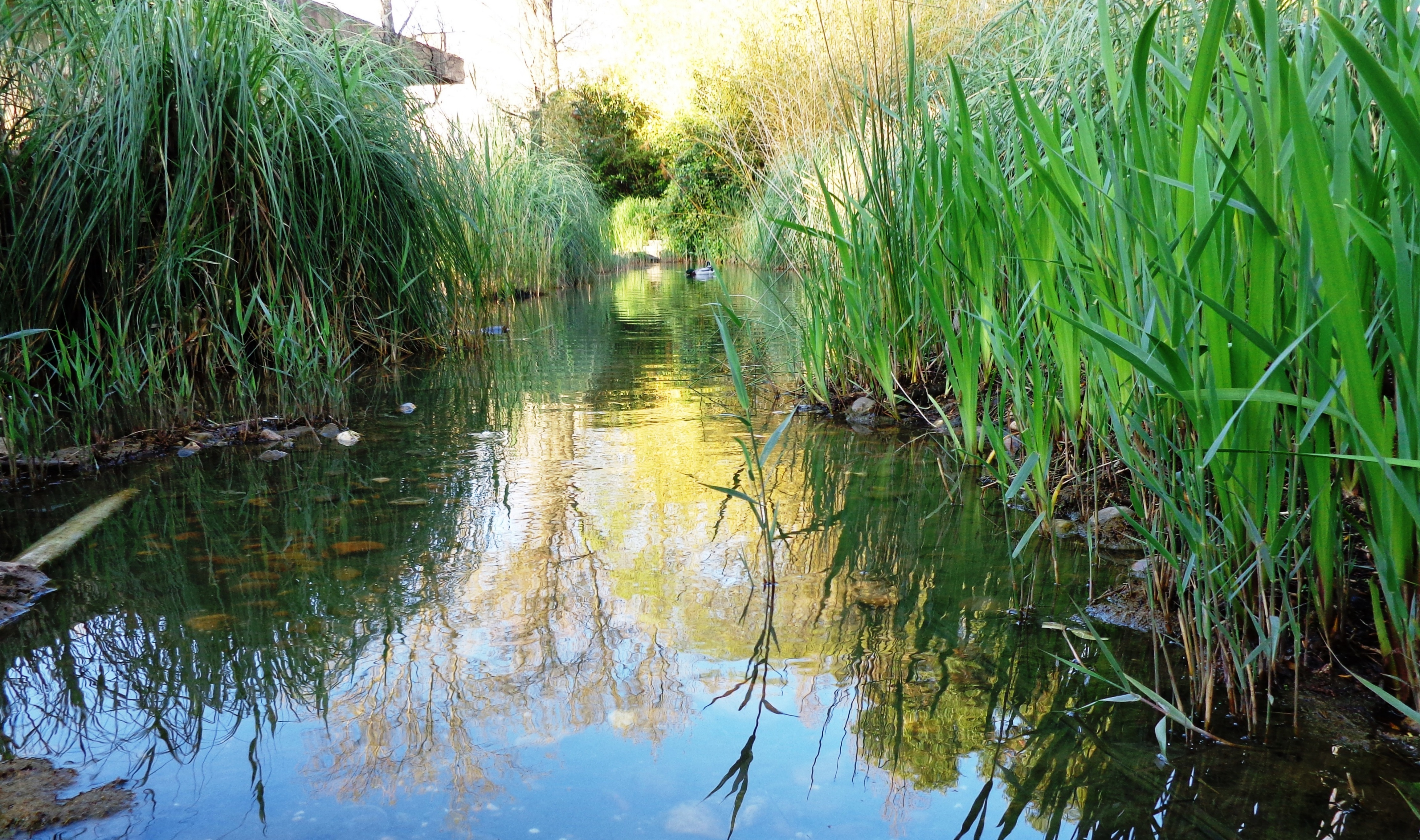
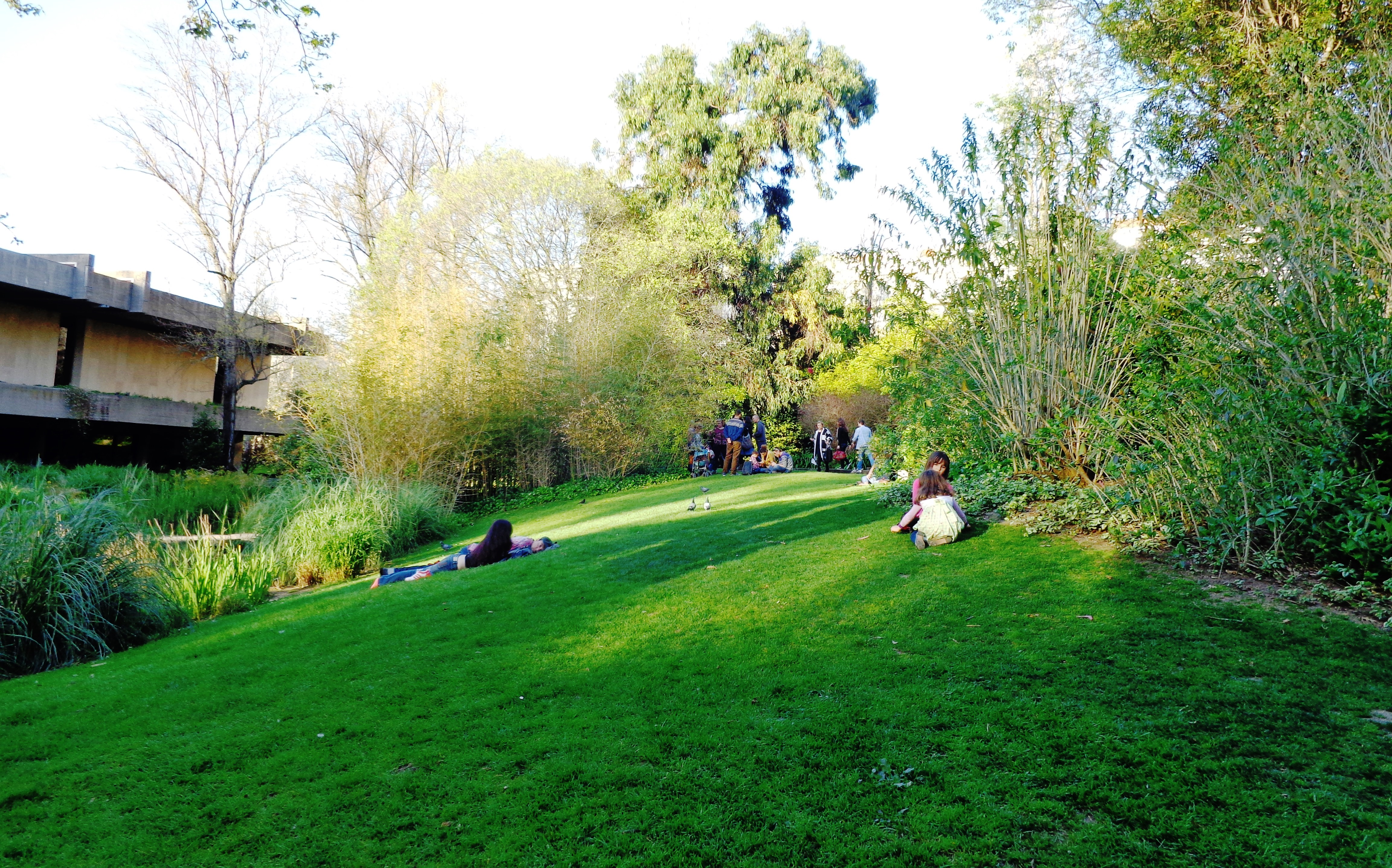
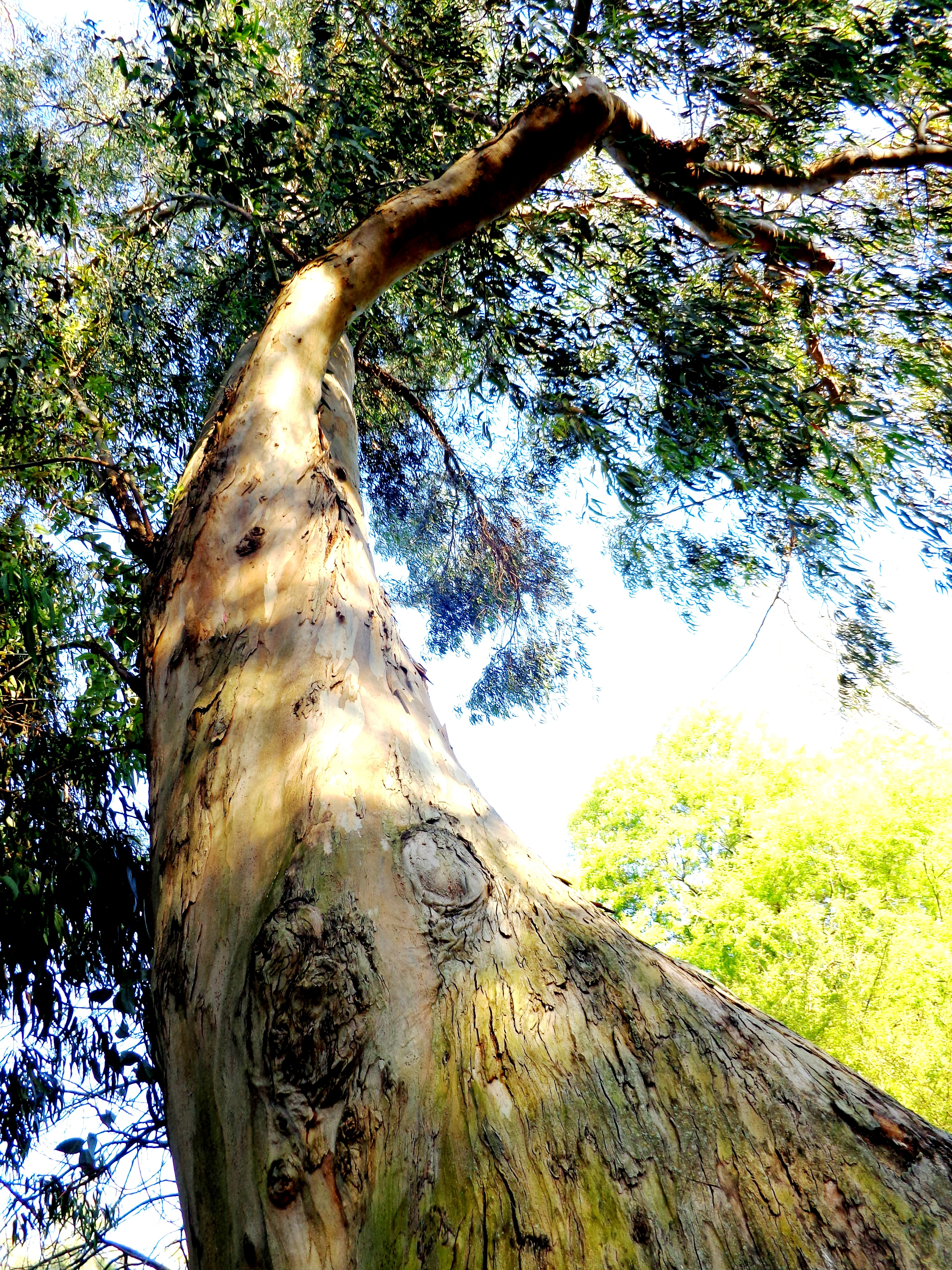